# Liefkenshoektunnel
Liefkenshoektunnel – tunel drogowy biegnący pod Skaldą, na granicy Antwerpii i gminy Beveren. Został wybudowany w latach 1987–1991 i otwarty 10 lipca 1991 roku. Długość tunelu wynosi 1,374 km. Biegnie przez niego droga R2, mająca na całej długości tunelu po dwa pasy ruchu w każdą stronę (szerokość każdego pasa to 3,75 m). Za przejazd tunelem pobierane są opłaty.
Tunel zbudowano z ośmiu prefabrykowanych segmentów o długości 142 m każdy. Segmenty przygotowywane były w specjalnie wykopanym suchym doku (następnie został on zalany; dziś znany jest pod nazwą Vrasenedok), po czym zatapiano je w Skaldzie i łączono ze sobą na dnie rzeki.